# جعل الخوخ
جعل الخوخ (الاسم العلمي: Pachnoda fasciata)، هو جنس يتبع فُصيّلة خنافس جعل الأزهار من فصيلة الجعليات ضمن رتبة الخنافس.

## معرض صور

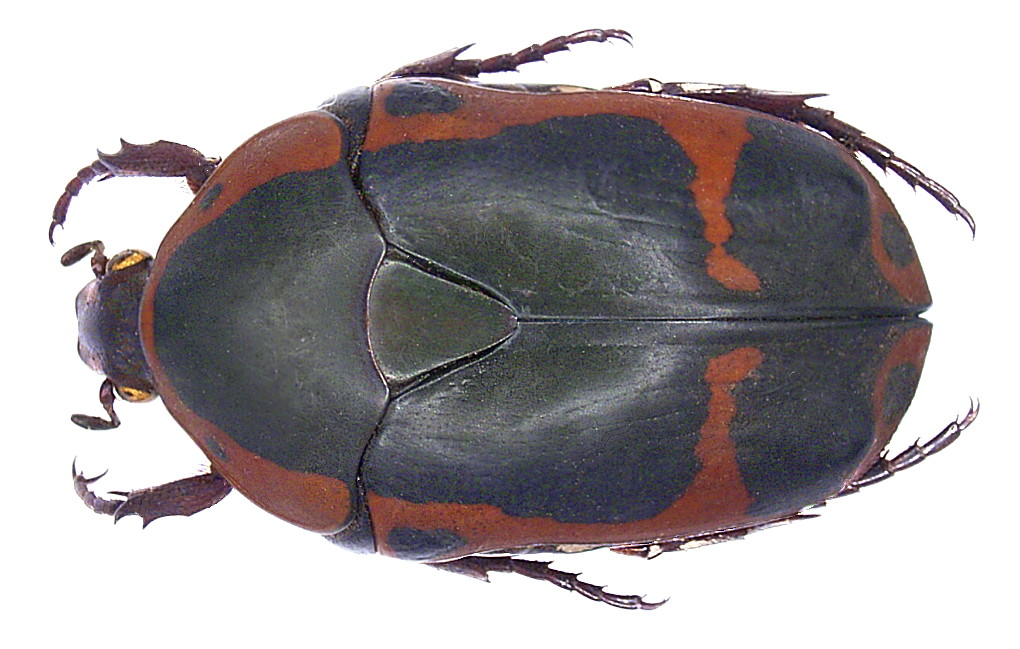
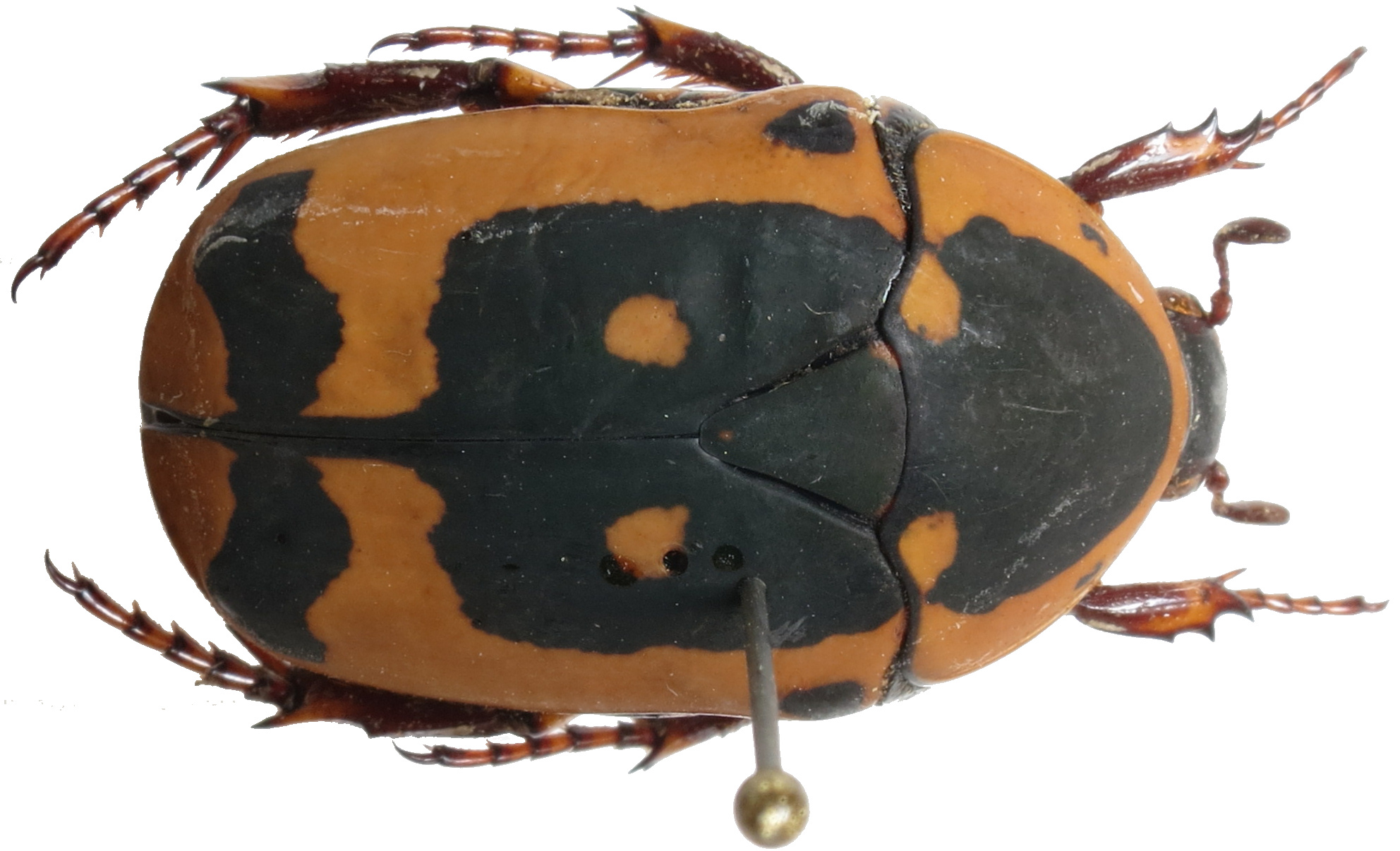
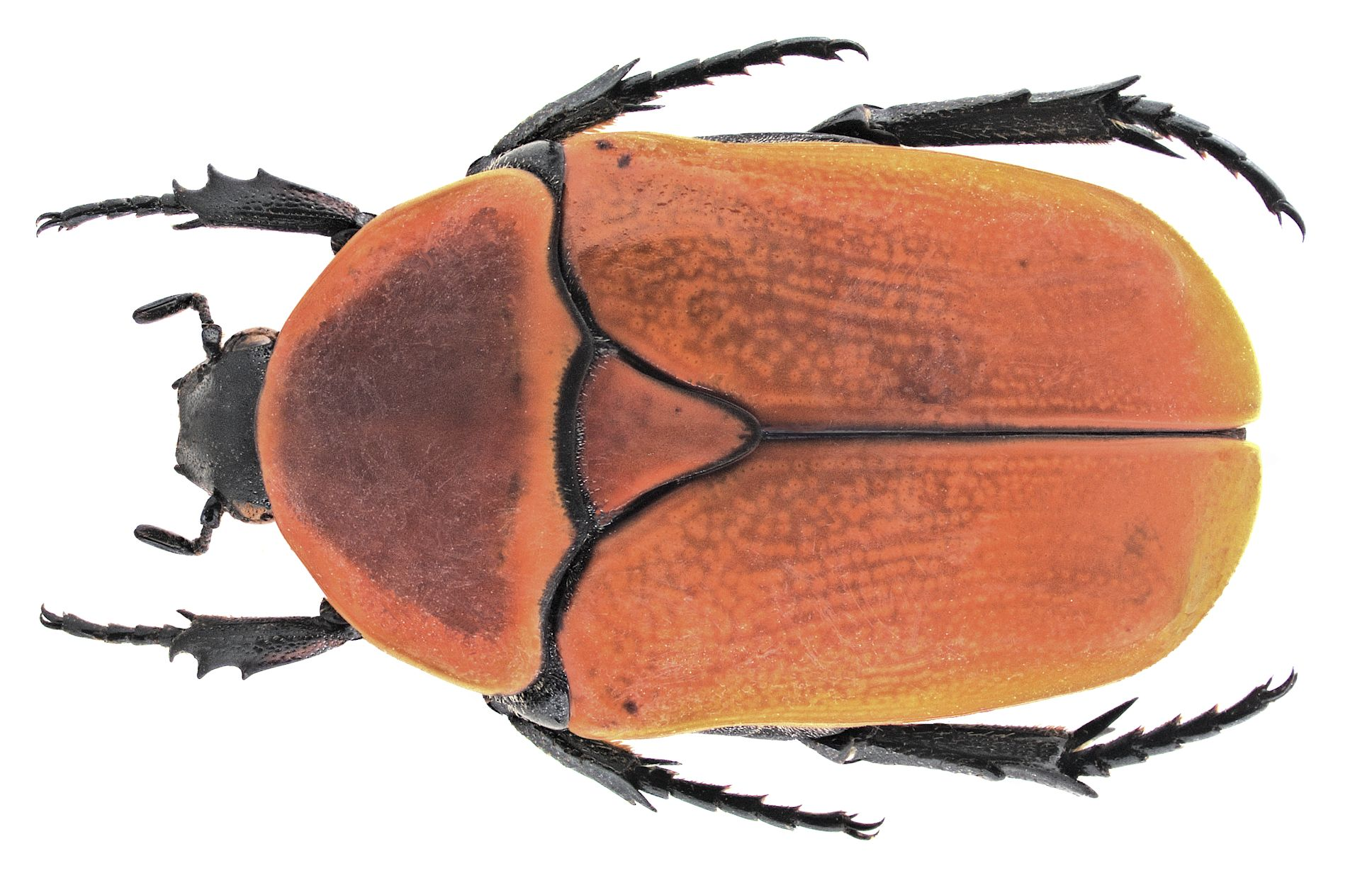
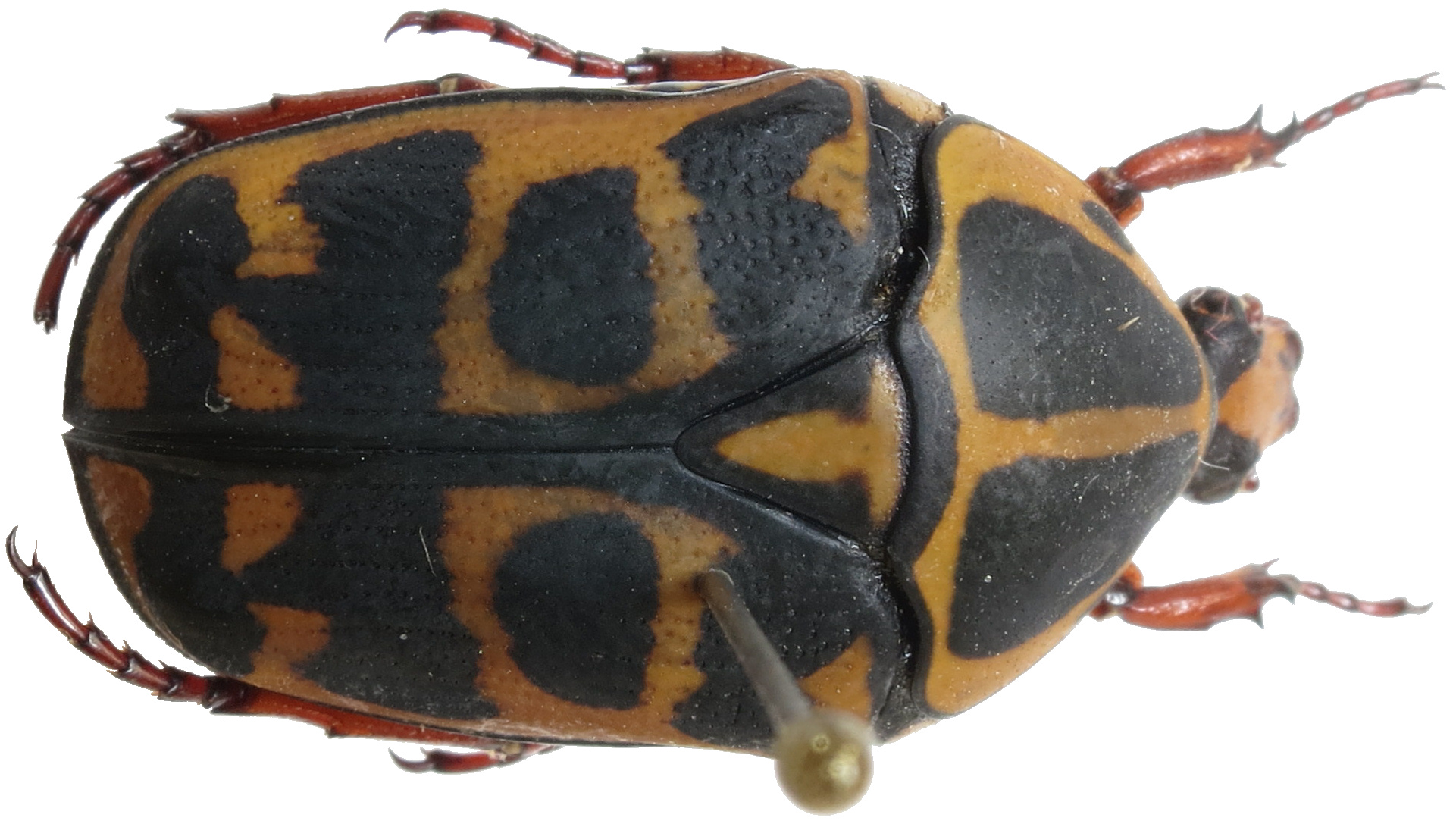
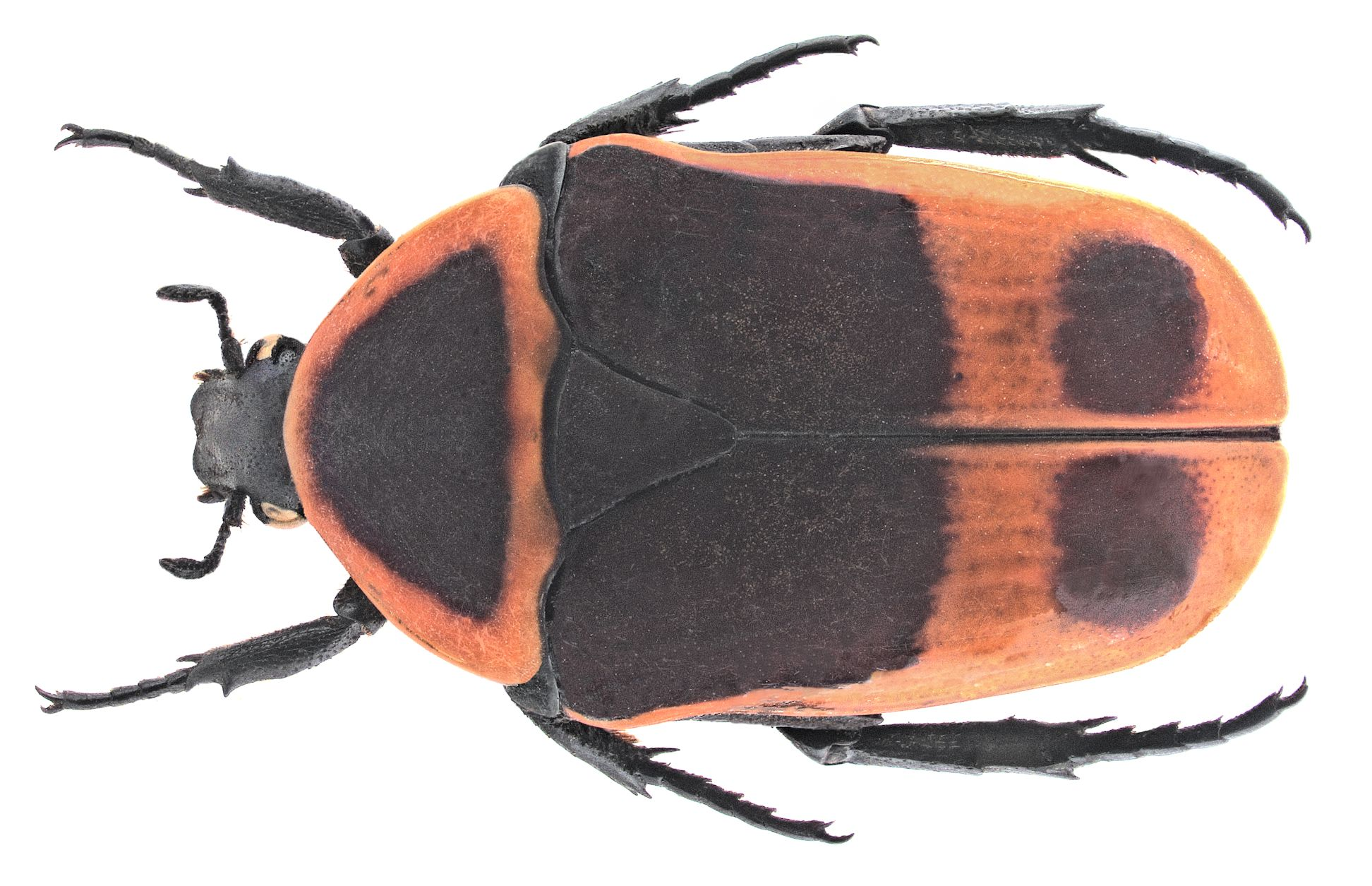
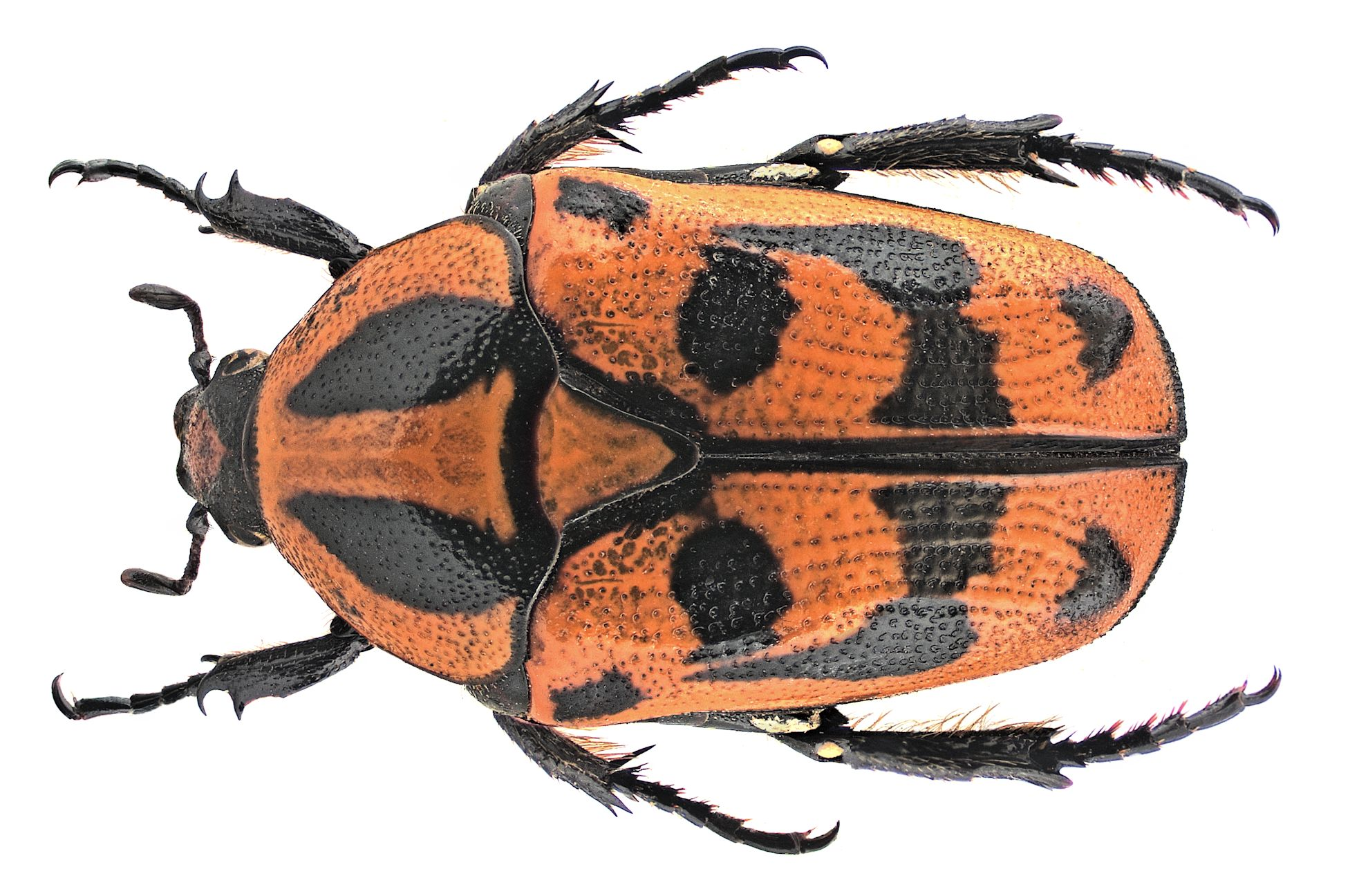